# Paul Auguste Gombault
Paul Auguste Gombault (né Paul Augustin Gombault à Orléans le 21 janvier 1786 et mort le 14 décembre 1853 à Paris) est un auteur dramatique français.

## Biographie
Ses pièces ont été représentées au Théâtre Comte, au Théâtre des Délassements-Comiques et au Théâtre de la Gaîté.

## Œuvres
- La Revue des Gobe-Mouches, ou, les visites du jour de l'an, folie-épisodique en un acte, en vaudevilles, avec Alexandre Fursy, 1806
- Le Soldat d'Henri IV, pièce en 1 acte, mêlée de vaudevilles, 1816
- Le Petit Chaperon rouge, conte en action mêlé de couplets, avec Étienne-Junien de Champeaux, 1823
- Le Petit Clerc, comédie vaudeville en 1 acte, avec Charles-Maurice Descombes, 1823
- Les Sœurs de lait, scènes morales, mêlées de couplets, avec Laffillard, 1824
- Le Tambour de Logrono, ou Jeunesse et Valeur, tableau historique en 1 acte, mêlé de couplets, avec Pierre Capelle, 1824
- Le Couronnement au village, ou la Route de Reims, à propos mêlé de couplets, avec Eugène Hyacinthe Laffillard, 1825
- Croisée à louer, ou Un jour à Reims, tableau mêlé de vaudevilles, avec Laffillard, 1825
- Finette, ou l'Adroite Princesse, folie-féerie mêlée de couplets, tirée des contes de Perrault, avec Laffillard et Jules Dulong, 1827
- La Petite Somnambule ou Coquetterie et Gourmandise, vaudeville en 3 tableaux, avec Laffillard, 1827
- Le Petit Marchand, ou Chacun son commerce, vaudeville en 1 acte, tiré d'un conte de Ducray-Duménil, avec Auguste Imbert et Laffillard, 1827
- Un jour d'audience, vaudeville en 1 acte, imité des contes de Bouilly, avec Maurice Alhoy, 1829
- Les Deux Mousses, drame en trois tableaux, mêlé de chant, danse et à grand spectacle, avec Maurice Alhoy, 1830
- Napoléon à Brienne, pronostic, mêlé de couplets, 1830
- Le Père Joseph, comédie en 3 actes, mêlée de couplets, 1851